# Meatpacking District
Il Meatpacking District (o distretto Meatpacking) è un quartiere di New York, nel borough di Manhattan, nel distretto di Greenwich Village, che parte dalla 14ª strada a sud fino a Gansevoort Street e dal fiume Hudson a est fino ad Hudson Street.
Il distretto finanziario di Meatpacking si estende ulteriormente a nord fino alla 17ª strada ovest, e ad est fino all'8° Avenue e fino a sud ad Horatio Street..

## Galleria d'immagini

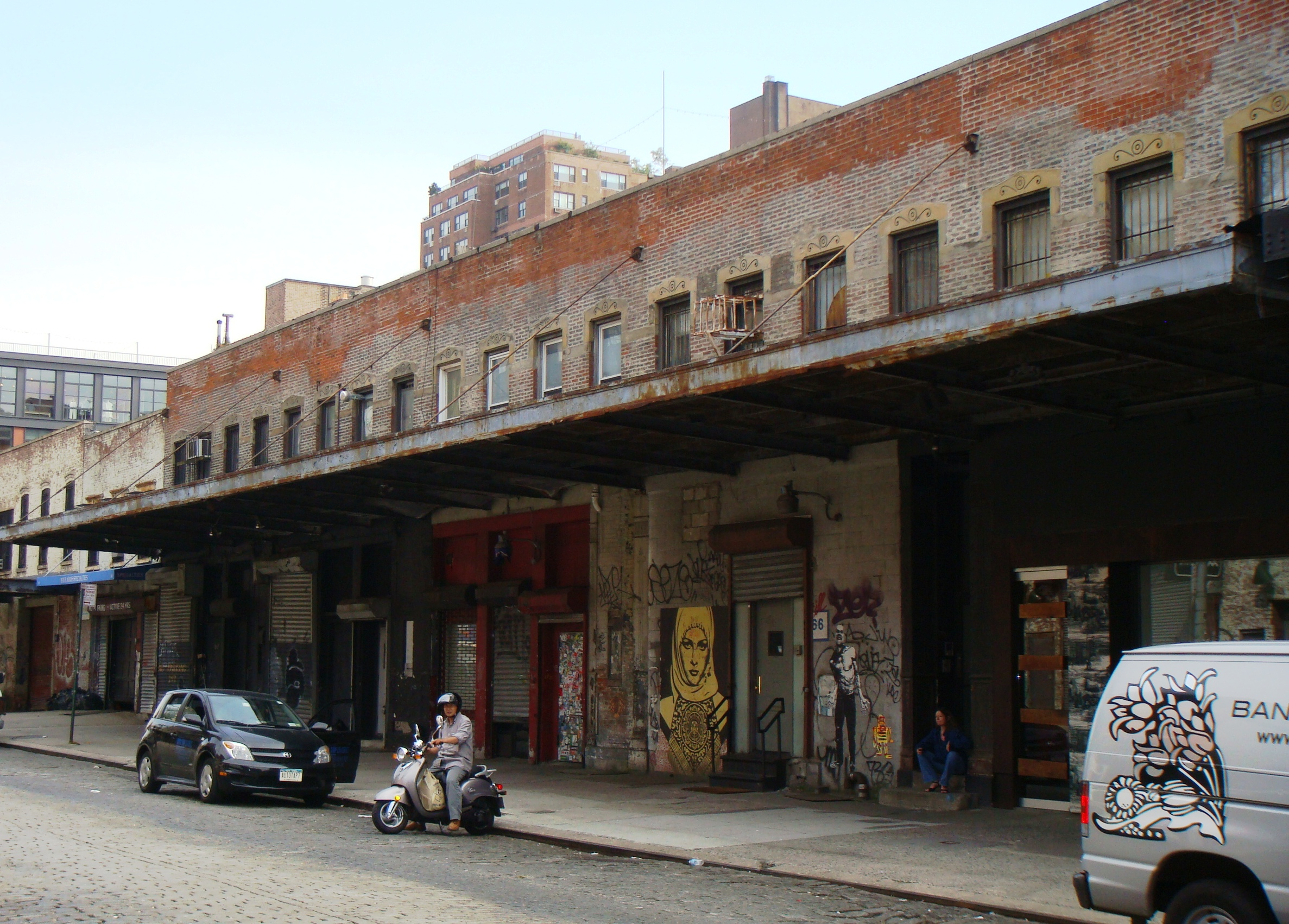
Prima della gentrificazione, molti edifici di impacchettamento carni erano in rovina
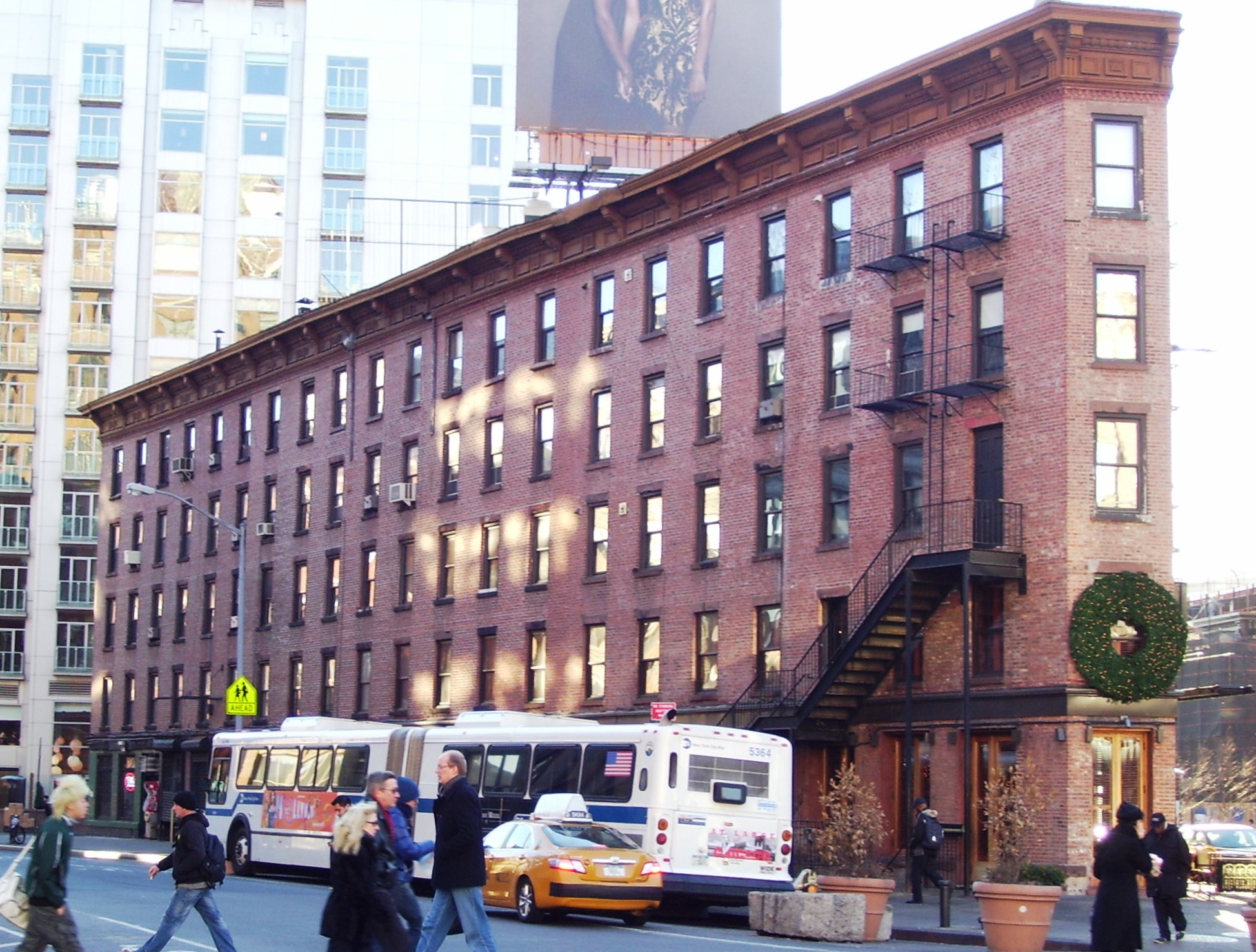
The Herring Safe & Lock Company Building (1849) alla intersezione di Ninth Avenue e Hudson Street nella 14th Street
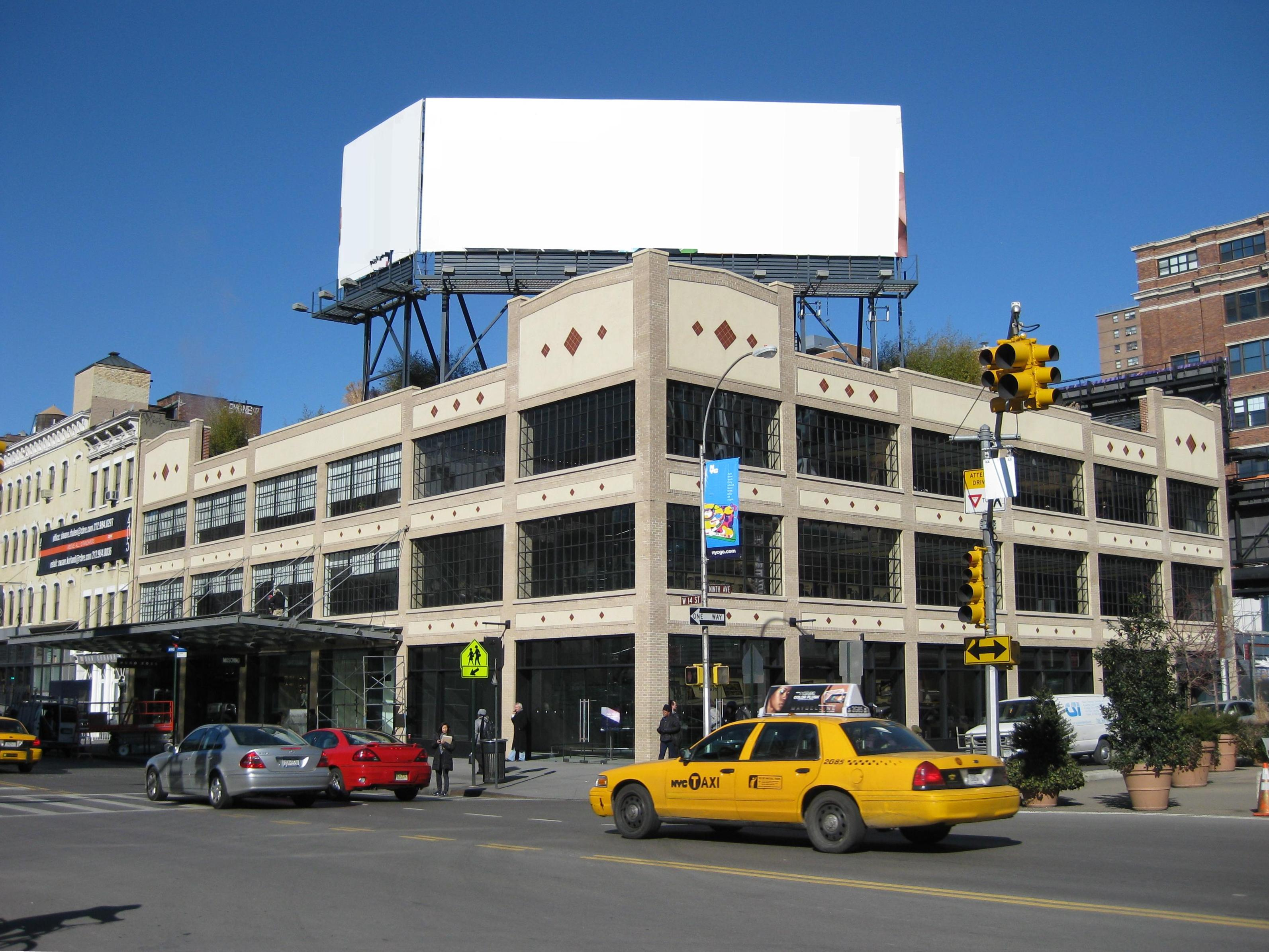
L'Apple Computers Store nella 14ª Strada e Nona Avenue
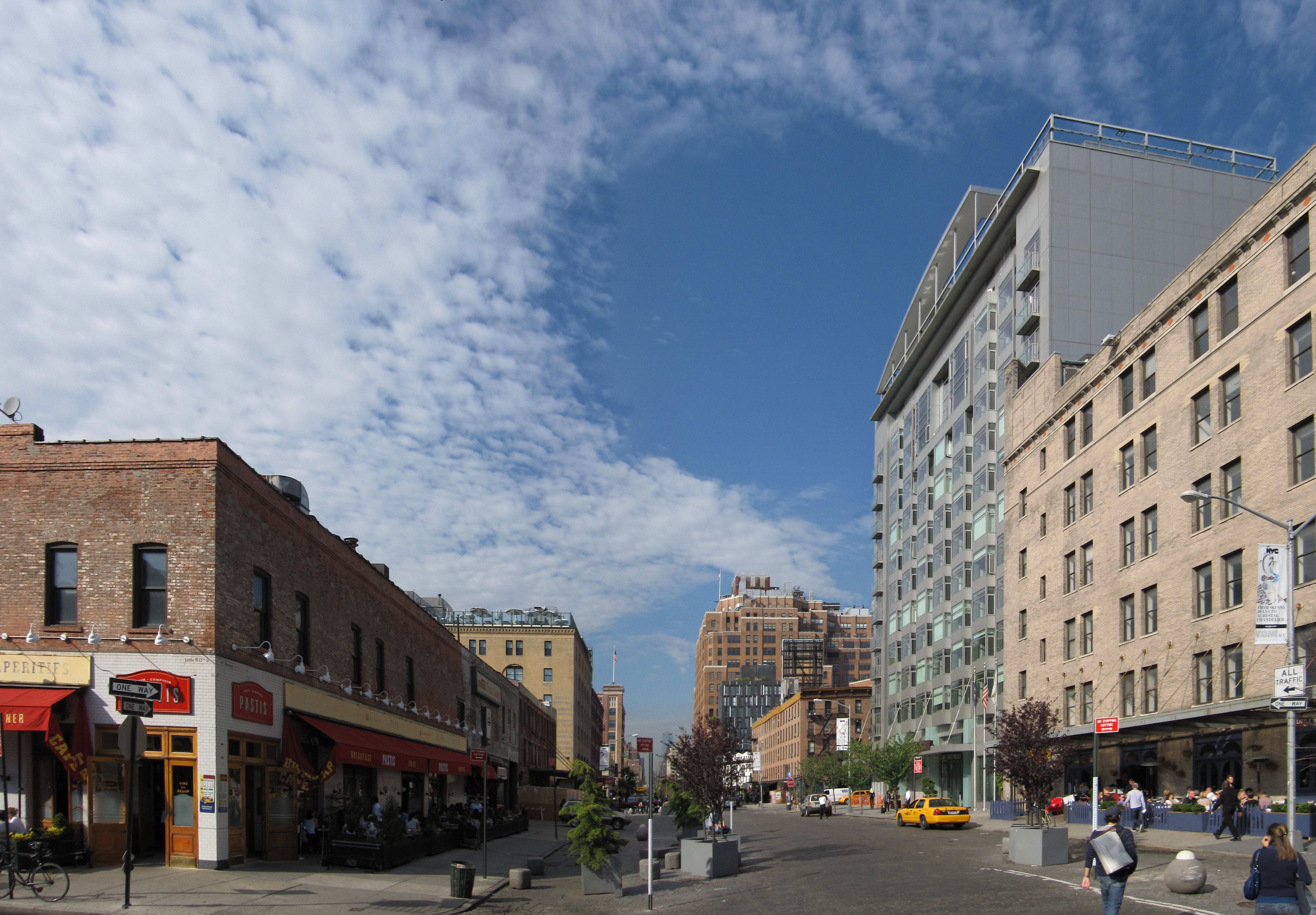
Hotel Gansevoort (destra) e Pastis (sinistra) sulla Nona Avenue
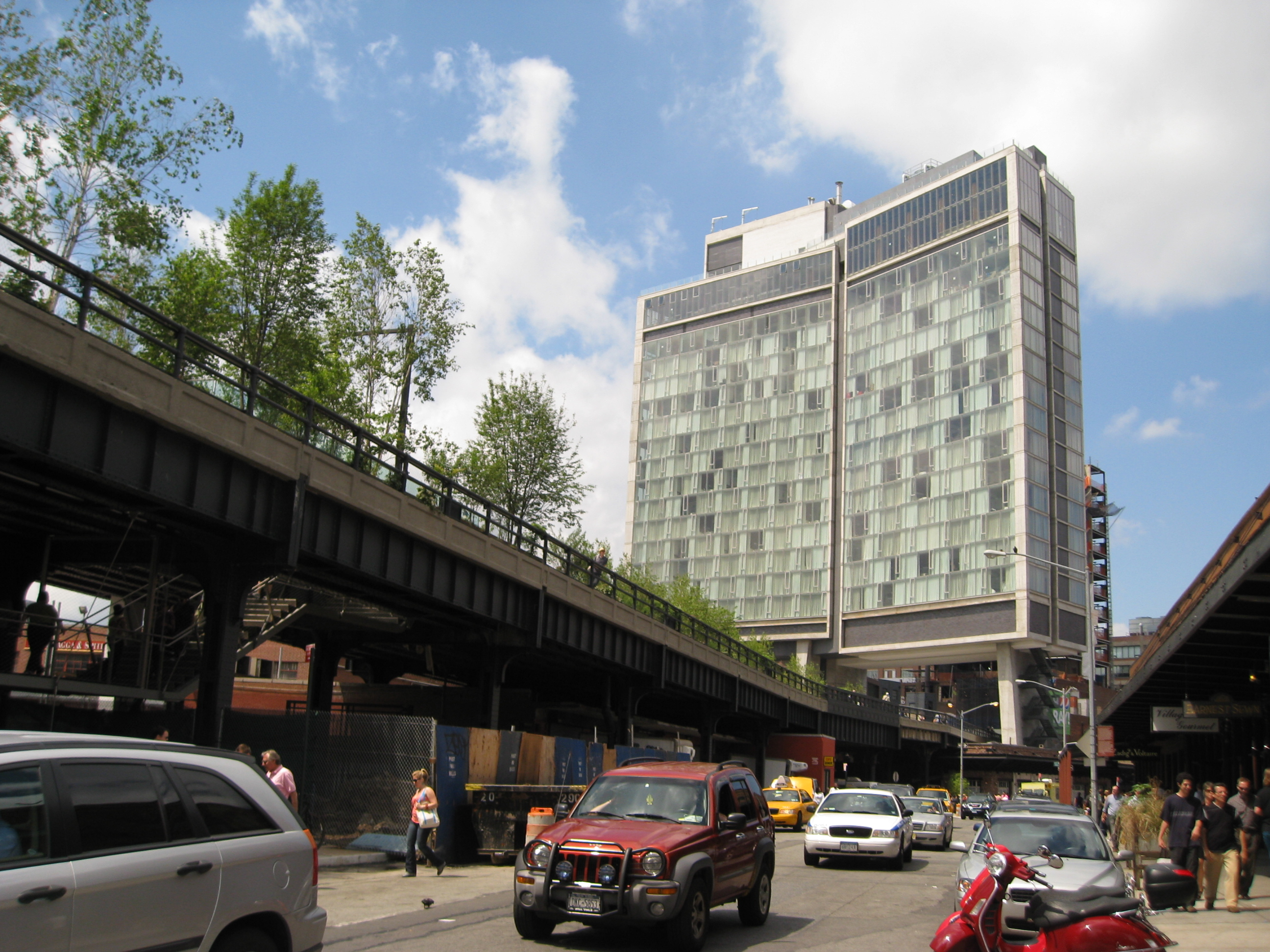
Lo Standard Hotel sopra la High Line
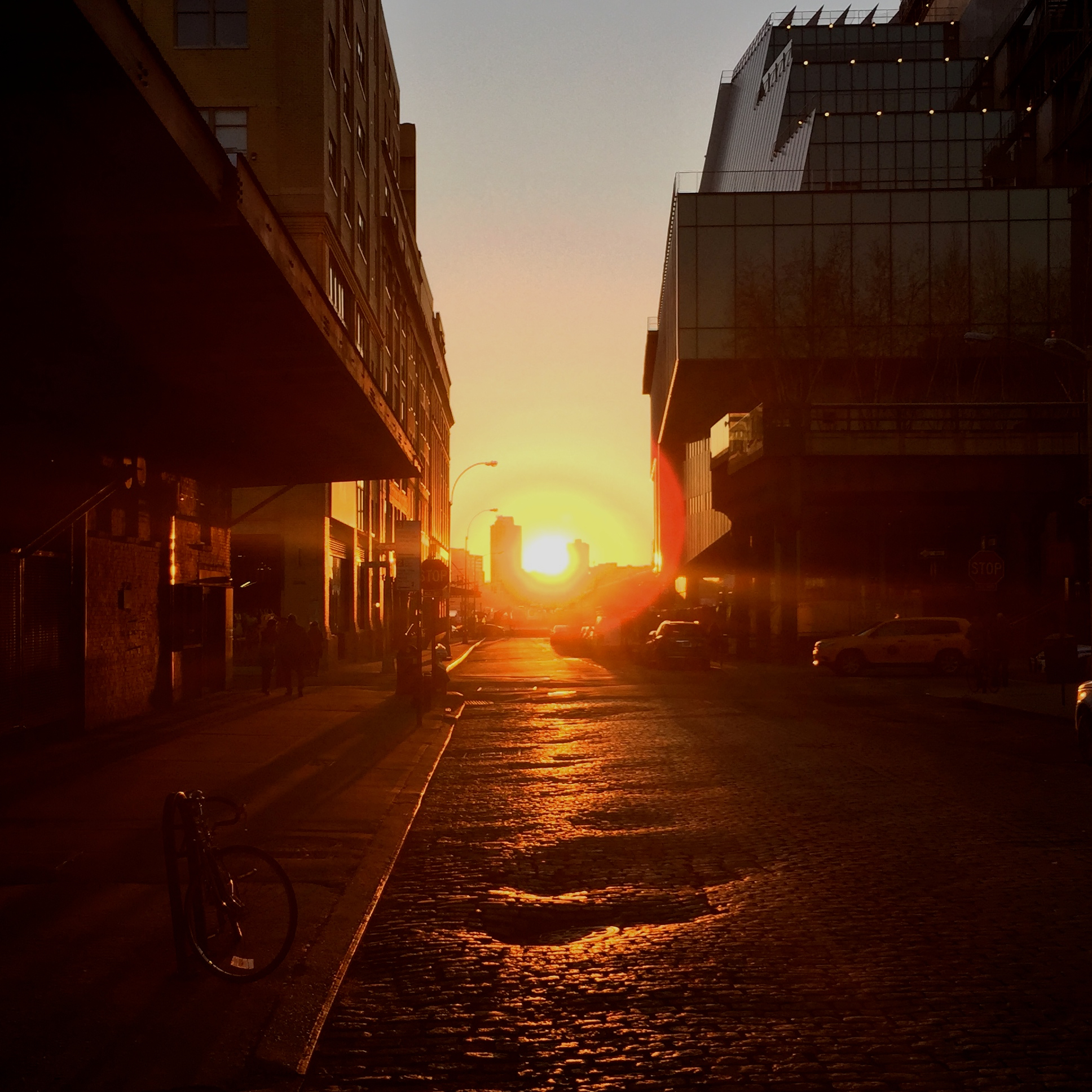
Gansevoort Street